# Doliocoitis atlantica
Doliocoitis atlantica är en mossdjursart som beskrevs av Buge och Annie Tillier 1977. Doliocoitis atlantica ingår i släktet Doliocoitis och familjen Lichenoporidae. Inga underarter finns listade i Catalogue of Life.